# RGS9BP
RGS9BP (англ. Regulator of G protein signaling 9 binding protein) – білок, який кодується однойменним геном, розташованим у людей на короткому плечі 19-ї хромосоми. Довжина поліпептидного ланцюга білка становить 235 амінокислот, а молекулярна маса — 25 148.
| 10         |  | 20         |  | 30         |  | 40         |  | 50         |
| ---------- |  | ---------- |  | ---------- |  | ---------- |  | ---------- |
| MAREECKALL |  | DGLNKTTACY |  | HHLVLTVGGS |  | ADSQNLRQEL |  | QKTRQKAQEL |
| AVSTCARLTA |  | VLRDRGLAAD |  | ERAEFERLWV |  | AFSGCLDLLE |  | ADMRRALELG |
| AAFPLHAPRR |  | PLVRTGVAGA |  | SSGVAARALS |  | TRSLRLEAEG |  | DFDVADLREL |
| EREVLQVGEM |  | IDNMEMKVNV |  | PRWTVQARQA |  | AGAELLSTVS |  | AGPSSVVSLQ |
| ERGGGCDPRK |  | ALAAILFGAV |  | LLAAVALAVC |  | VAKLS      |  |            |

A: Аланін

C: Цистеїн

D: Аспарагінова кислота

E: Глутамінова кислота

F: Фенілаланін

G: Гліцин

H: Гістидин

I: Ізолейцин

K: Лізин

L: Лейцин

M: Метіонін

N: Аспарагін

P: Пролін

Q: Глутамін

R: Аргінін

S: Серин

T: Треонін

V: Валін

W: Триптофан

Кодований геном білок за функцією належить до інгібіторів передачі внутрішньоклітинних сигналів. 
Локалізований у мембрані.